# Umwinsia nitidula
Umwinsia nitidula är en insektsart som först beskrevs av De Lotto 1958.  Umwinsia nitidula ingår i släktet Umwinsia och familjen skålsköldlöss.
Artens utbredningsområde är Kenya. Inga underarter finns listade i Catalogue of Life.